# Hagelstock
De Hagelstock is een bergtop in het kanton Uri met een hoogte van 2181,5 meter. De berg ligt ongeveer een kilometer ten zuidwesten van het stuwmeer van Spilau.